# (22620) 1998 KZ26
1998 كي زد 26 (ويعرف أيضًا باسم (22620) 1998 كي زد 26 وفق تسمية الكوكب الصغير) (بالإنجليزية: 1998 KZ26)‏ هو كويكب ضمن حزام الكويكبات؛ وترتيبه 22620 من حيث الاكتشاف.
اكتُشف هذا الجُرم الفلكي بواسطة Frank B. Zoltowski ‏ في 23 مايو 1998.

## وصلات خارجية
- (22620) 1998 KZ26 في قاعدة بيانات مختبر الدفع النفاث لأجرام النظام الشمسي الصغيرة

- الاكتشاف · مخطط المدار ·  العناصر المدارية · المعلمات المادية

- (22620) 1998 KZ26 على موقع ويكي سكاي: DSS2, SDSS, GALEX, IRAS, Hydrogen α, X-Ray, Astrophoto, Sky Map, Articles and images